# Caryospora gracilis
Caryospora gracilis – gatunek pasożytniczych pierwotniaków należący do rodziny Eimeriidae z podtypu Apicomplexa, które kiedyś były klasyfikowane jako protista. Występuje jako pasożyt węży. C. gracilis cechuje się tym iż oocysta zawiera 1 sporocystę. Z kolei każda sporocysta zawiera 8 sporozoitów.
Obecność tego pasożyta stwierdzono u Tantilla gracilis należącego do rodziny połozowatych (Colubridae).